# Jardin zoologique tropical
 (novembre 2011).
Si vous disposez d'ouvrages ou d'articles de référence ou si vous connaissez des sites web de qualité traitant du thème abordé ici, merci de compléter l'article en donnant les références utiles à sa vérifiabilité et en les liant à la section « Notes et références ».

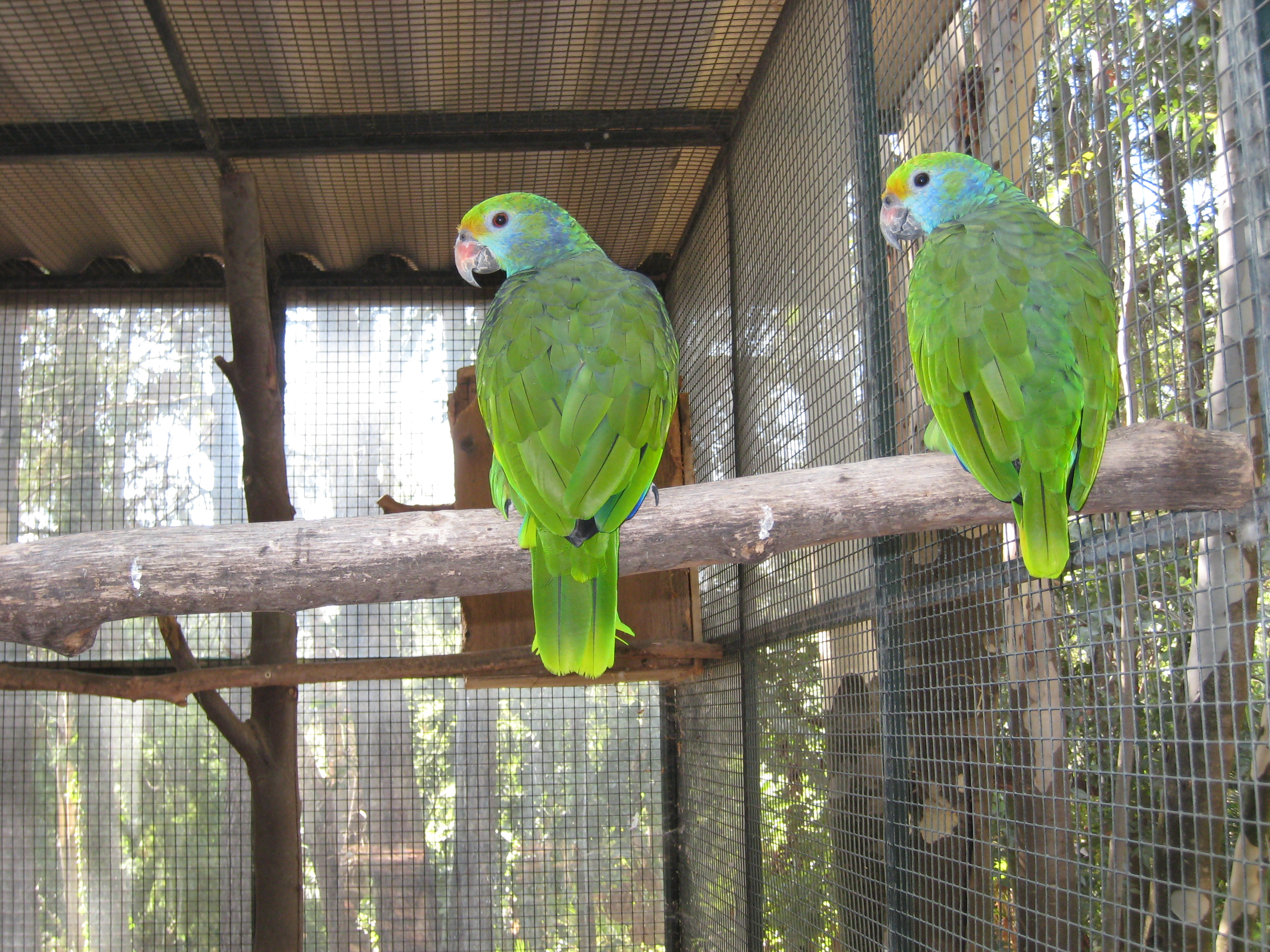
Perroquets du jardin zoologique tropical

Le jardin zoologique tropical, anciennement jardin d'oiseaux tropicaux, est un parc animalier et botanique français, ouvert depuis 1989 et situé à La Londe-les-Maures dans le département du Var.

## Caractéristiques
Le jardin a été créé sur le site d'un ancien arboretum de plantes tropicales datant des années 1960[source insuffisante]. Sur 6 hectares, il accueille une collection de plantes exotiques, dont des plantes succulentes (notamment le yucca et l'agave), ainsi que de nombreuses espèces de bambous et de palmiers. C'est également un conservatoire d'espèces d'oiseaux en danger (calaos, hoccos, etc.) et de mammifères (lémuriens, wallabys, etc.) Il participe à plusieurs programmes internationaux pour la préservation des espèces[source insuffisante]. Ce parc est membre de l'Association européenne des zoos et aquariums (EAZA).
Les jardins ont reçu du ministère de la Culture le label jardin remarquable.

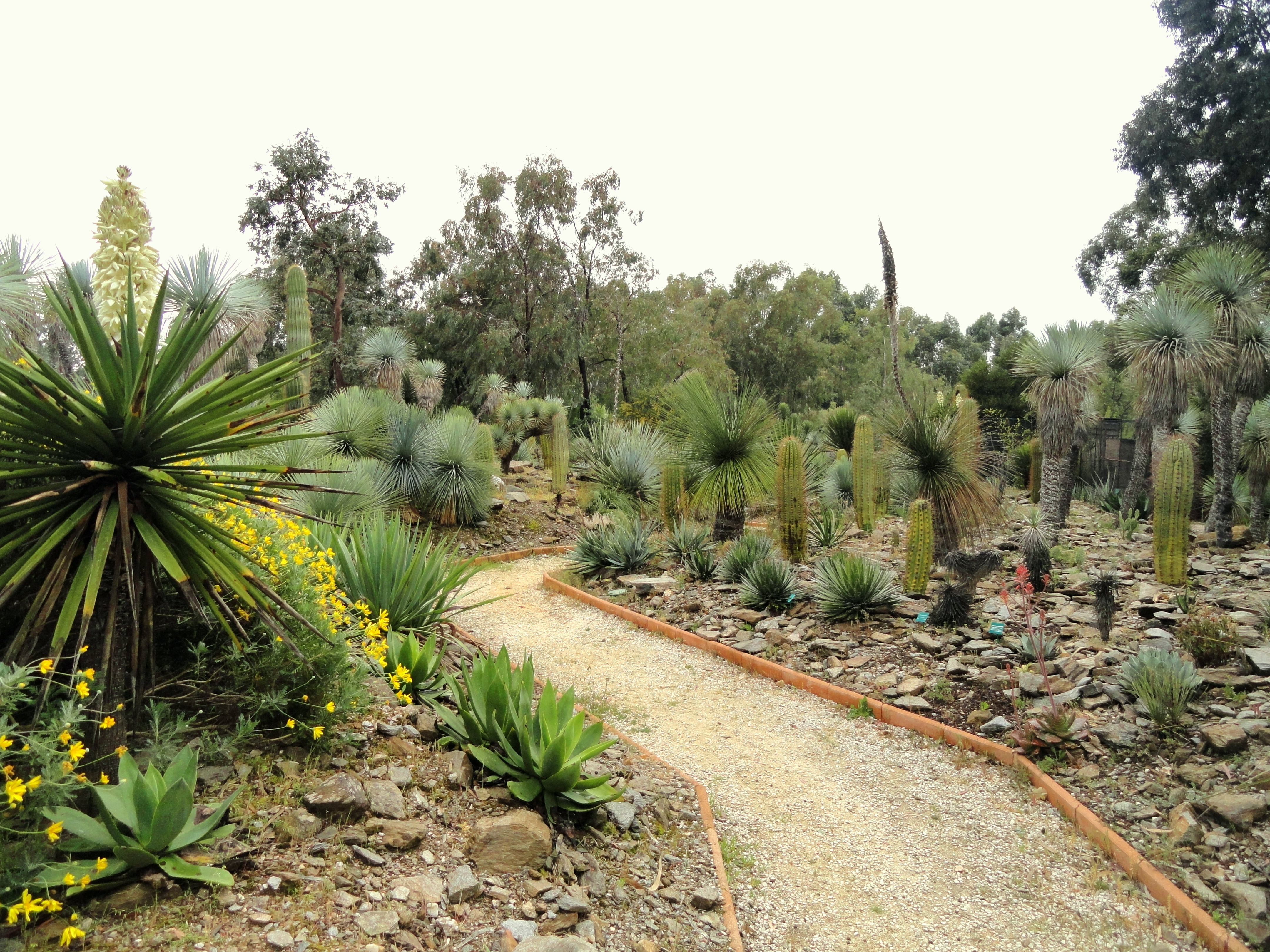
Vue générale
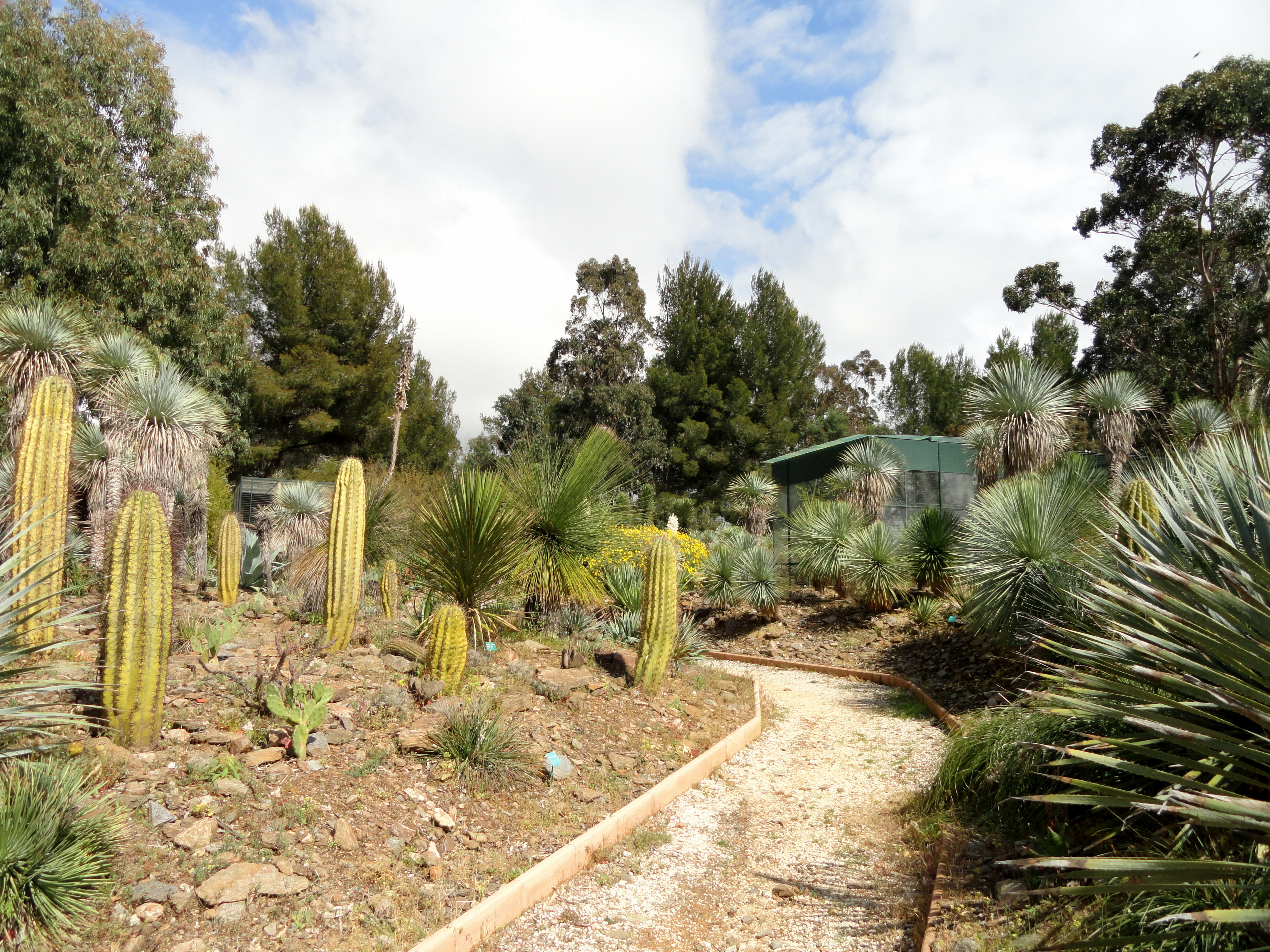
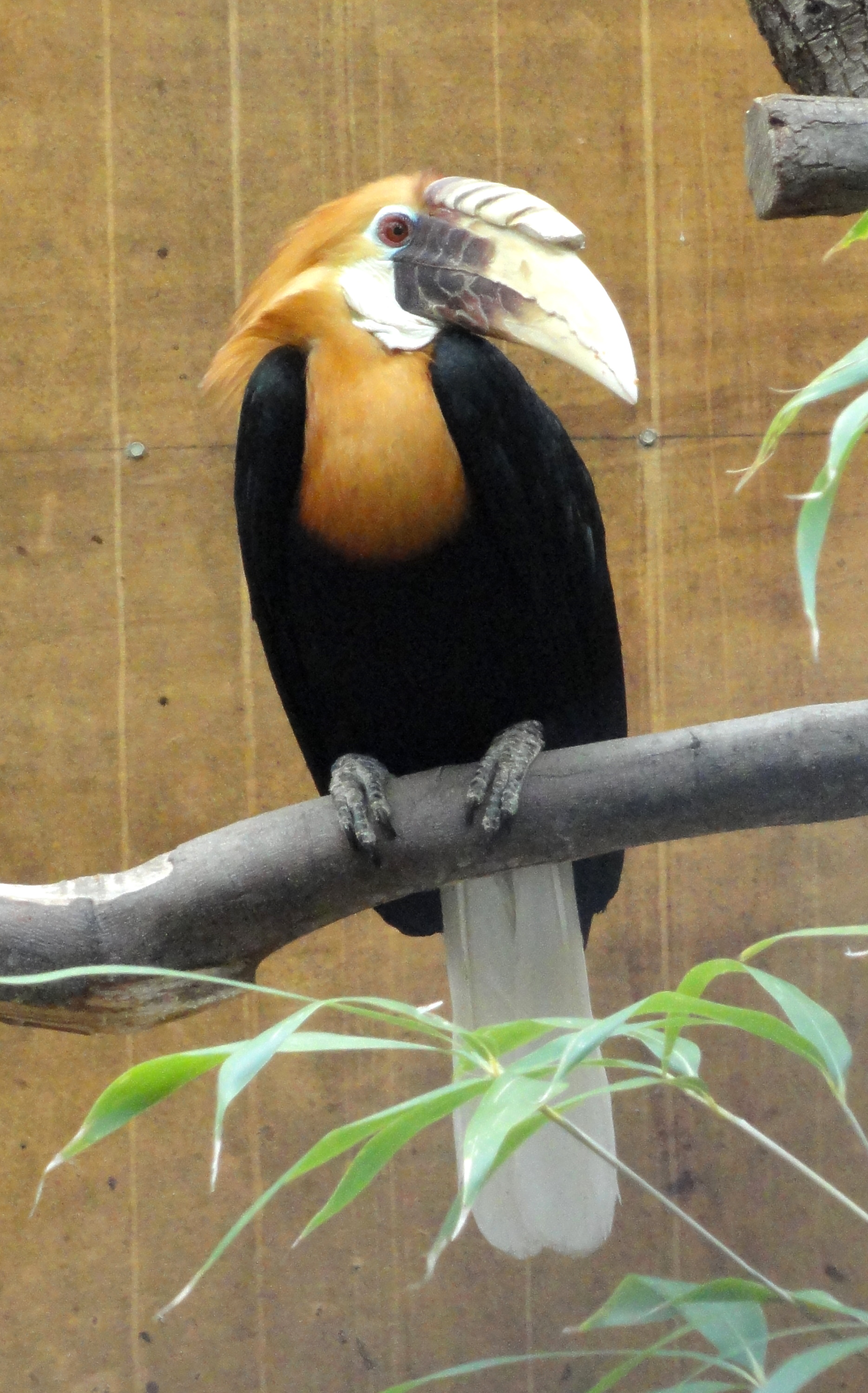
Calao papou
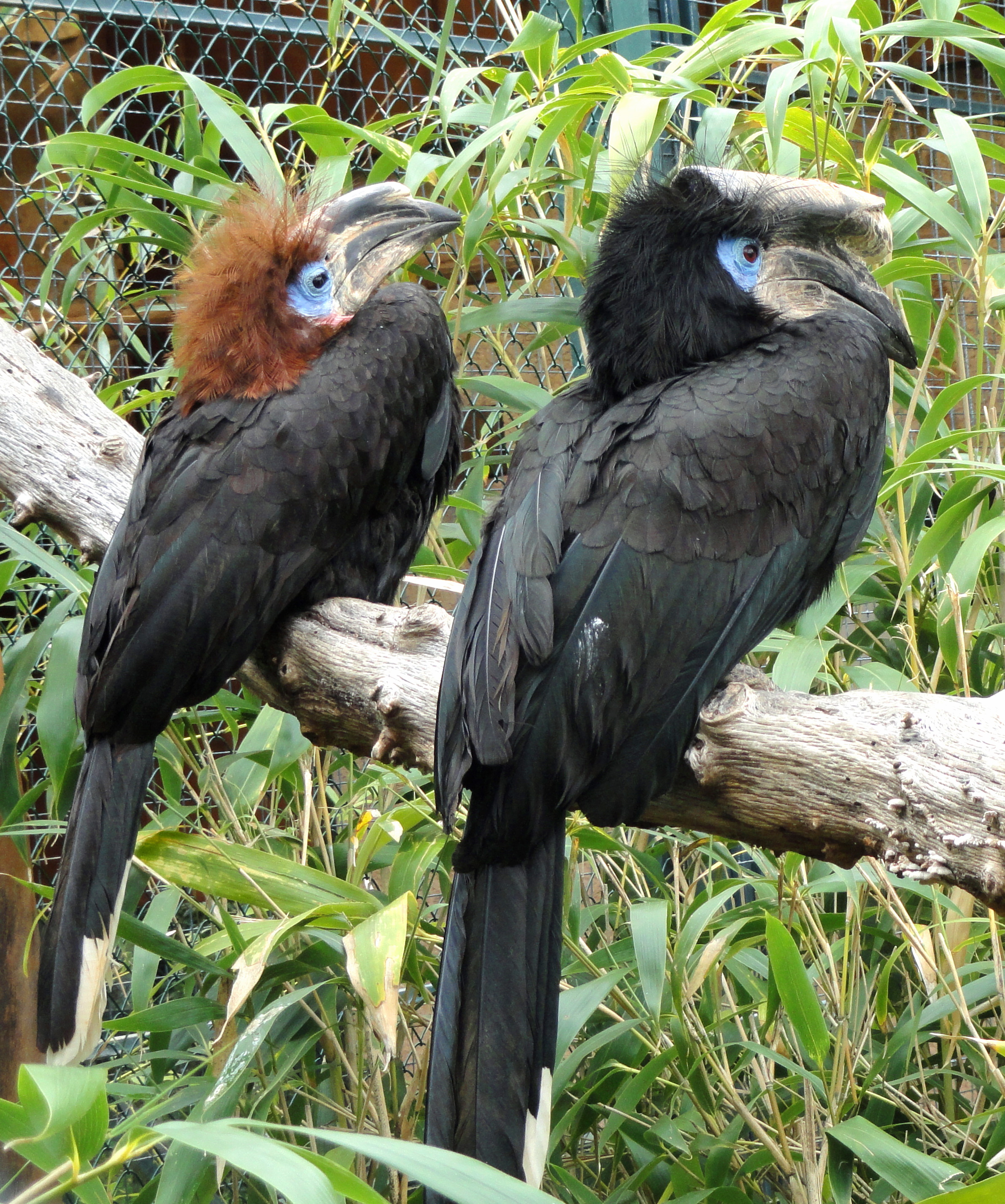
Calao à casque noir